# Поляна (Николаевская область)
Поляна (укр. Поляна) — посёлок в Снигирёвском районе Николаевской области Украины.
Основано в 1927 году. Население по переписи 2001 года составляло 477 человек. Почтовый индекс — 329405. Телефонный код — 51-62. Занимает площадь 0,053 км².

## История
В 1946 году указом ПВС УССР посёлок первого отделения Снегуровского зерносовхоза переименован в Поляну.

## Местный совет
57320, Николаевская обл., Снигирёвский р-н, с. Червоная Долина, ул. Мира, 26